# 比尔·门罗

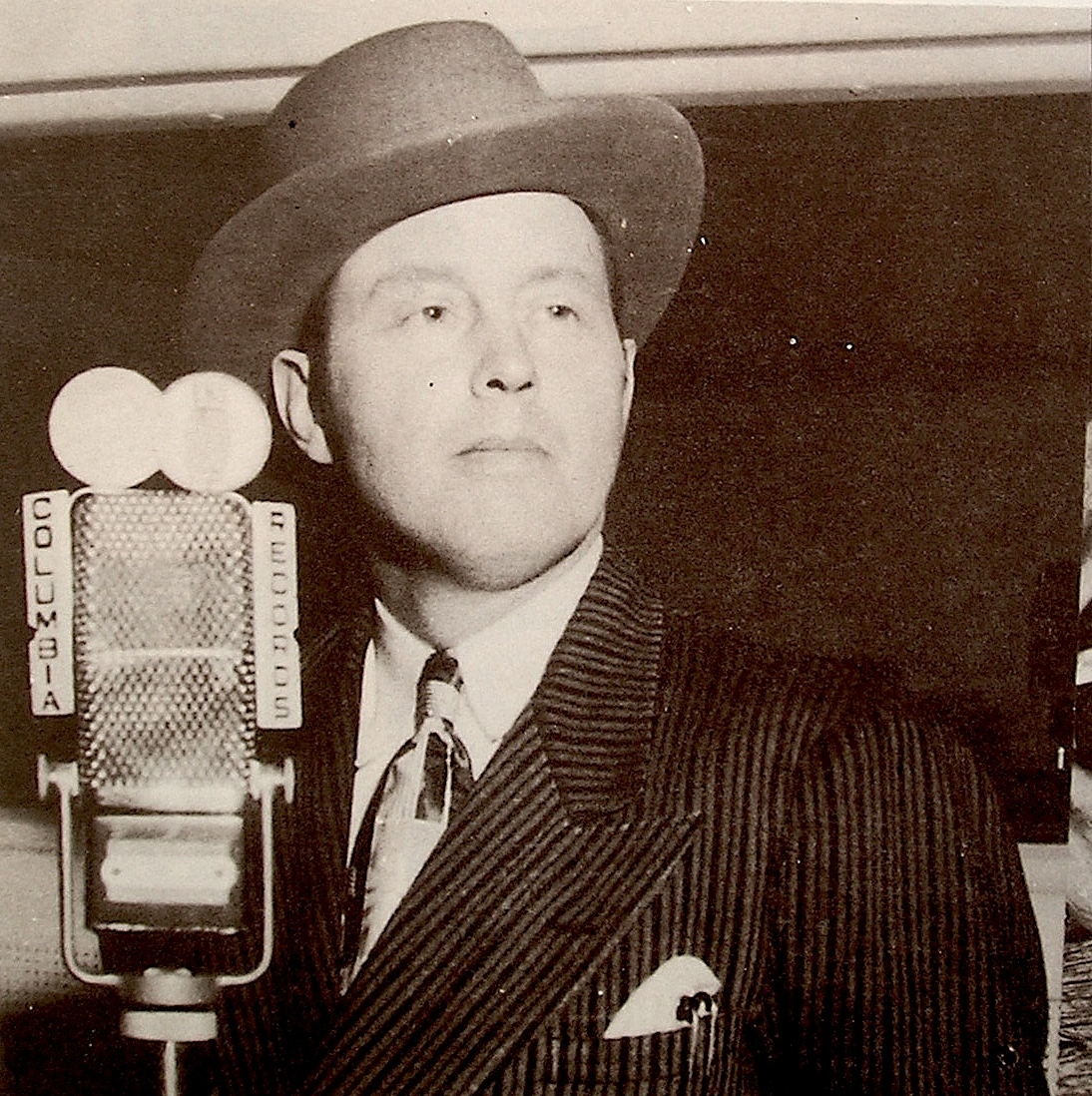
比尔·门罗

威廉·史密斯·门罗 （/mənˈroʊ/ mən-ROH，1911年9月13日—1996年9月9日） 藝名比尔·门罗，是一位美国曼陀林音樂人、歌手兼词曲作者。他也是藍草音樂的開創者，因此他被称为“蓝草音乐之父”。 